# The Lawrence Arms
I Lawrence Arms sono un gruppo punk rock proveniente da Chicago, negli Stati Uniti. Si sono formati nel 1999, dal 2006 sotto contratto per la Fat Wreck Chords e dal 2014 per la Epitaph Records. Hanno attualmente pubblicato cinque album di studio e hanno suonato in tour a lungo, comprese le esibizioni al Vans Warped Tour. I testi e la musica dei Lawrence Arms manifestano la loro propensione a sovrapporre i riferimenti storici e letterari alla cultura pop americana.

## Storia della Band

### Il periodo precedente la formazione
Prima che venissero formati i Lawrence Arms, i tre futuri membri della band erano attivi in altre band dell'area di Chicago.Brendan Kelly aveva suonato nel gruppo ska punk degli Slapstick assieme a Dan Andriano, che successivamente sarebbe stato parte degli Alkaline Trio (i due si riuniranno nel 2004 per formare i The Falcon). Chris McCaughan ha suonato nei Tricky Dick prima di entrare a far parte dei The Broadways assieme a Kelly. McCaughan e Kelly hanno anche condiviso insieme un appartamento nel lato nord di Chicago. Neil Hennessy, nel frattempo, aveva suonato nei Baxter. Sia Slapstick che i Broadways hanno pubblicato album su Asian Man Records, una piccola casa di produzione di Monte Sereno, California, che avrebbe in futuro pubblicato i lavori dei Lawrence Arms.

### Formazione e gli anni della Asian Man
I tre musicisti si riunirono per formare i Lawrence Arms nel 1999, prendendo il nome dal complesso edilizio dove Kelly e McCaughan avevano vissuto prima che fossero sfrattati nel pieno della notte. Sebbene generalmente le band punk rock iniziano la carriera pubblicando un EP e singoli su 7" in vinile, i membri del gruppo sfruttarono il loro esistente rapporto con la Asian Man Records per iniziare a registrare immediatamente un album di studio, A Guided Tour of Chicago, che uscì successivamente nello stesso anno. Un secondo lavoro, Ghost Stories, seguì nel 2000. Entrambi gli album riguardano approfonditamente le storie personali del trio a Chicago.
Le successive due uscite della formazione furono split EP con altre band. Il primo con gli Shady View Terrace, fu pubblicato nel 2000 e fu il primo lavoro ad essere registrato da Matt Allison, il quale avrebbe continuato a registrare e produrre tutte le loro successive uscite discografiche. Un secondo EP, Present Day Memories, fu pubblicato nel 2001 e consistette in uno split con i The Chinkees.

### La firma con la Fat Wreck Chords
Il programma di registrazioni e tour della band records and touring li portò all'attenzione diFat Mike dei NOFX, il quale li fece firmare per la sua Fat Wreck Chords alla fine del 2001. La prima uscita del gruppo sulla nuova etichetta fu un 7" su vinile, parte della serie "Fat Club". L'uscita fu seguita dall'album di studio Apathy and Exhaustion, pubblicato nel 2002. Dal lavoro derivò il primo video del gruppo, dalla canzone "Porno and Snuff Films," e i Lawrence Arms andarono in tour ampiamente con i NOFX e le altre band della Fat.
Il loro successivo album fu The Greatest Story Ever Told, del 2003. Fu il loro più ambizioso progetto fino a quella data, e dimostrò che i membri della band continuavano a crescere come musicisti e cantautori. Il lavoro infatti incluse diversi riferimenti nei testi che riguardavano la storia, la letteratura e la cultura pop. Mostrava inoltre un'evoluzione dello stile musicale della band. Kelly aveva eseguito la maggior parte delle parti vocali nel loro primo album, mentre nelle successive uscite lui e McCaughan si erano divisi i compiti pressoché egualmente da una canzone all'altra, con la voce di Kelly che tendeva ad un timbro più duro, mentre quella di McCaughan's si connotava per uno stile più rilassato e melodico. Con questa uscita, comunque, i due incominciarono duettare, il che sarebbe stato prominente nel successivo album. Un tour intenso seguì al lavoro, e vide il gruppo girare per le strade per la maggior parte del 2003 e 2004. La formazione contribuì inoltre alla compilation  Rock Against Bush, Vol. 2 , edita sempre dalla Fat Wreck Chords, che fronteggiò la campagna elettorale presidenziale del 2004 e fu coinvolta della campagna Punk Voter.

### The Falcon eOh! Calcutta!
Nel dicembre del 2004 Kelly e Hennessy si unirono con Dan Andriano degli Alkaline Trio (il quale, aveva suonato con Kelly negli Slapstick) e Todd Mohney, membro precedentemente degli Rise Against, per formare un'altra band dal nome di The Falcon, e pubblicarono un EP su Red Scare Records. Nel frattempo, grazie al crescente interesse dei Lawrence Arms che portò  all'esaurimento di tutti i loro EP, l'Asian Man Records pianificò un CD, Cocktails & Dreams,fu pubblicato nel giugno del 2005, che incluse tutte le canzoni del gruppo edite precedentemente su EP, compilation, rarità e b-side.
I Lawrence Arms rientrarono in studio tra l'ottobre e il novembre del 2005 e registrarono Oh! Calcutta!, che uscì su Fat Wreck Chords a marzo dell'anno successivo. Il disco fu complessivamente più veloce del lavoro precedente e mostrò un ulteriore sviluppo dello stile musicale della formazione, poiché Kelly e McCaughan si divisero egualmente le parti vocali in pressoché ogni canzone. Girarono un video della traccia "The Devil's Takin' Names"  e andarono in tour con i NOFX , gli Alkaline Trio e i The Draft.

### Attività recenti
I Lawrence Arms spesero la maggior parte del 2006 in tour, assieme a band del calibro di Alkaline Trio, The Draft, Lagwagon e A Wilhelm Scream. Un primo album di studio dei The Falcon fu pubblicato in autunno, e in dicembre la band si imbarcò per il primo tour da protagonisti in Australia, anche dividendo il palco con i Frenzal Rhomb. Nel marzo del 2007 McCaughan pubblicò il debutto del suo progetto parallelo acustico, Sundowner, dal titolo Four One Five Two.
Il 25 luglio, viene annunciato che i The Lawrence Arms avrebbero partecipato allo "8th Annual Unbelievable Self-Indulgence Fest."  Il nome del tour deriva dal fatto che dietro ai Lawrence Arms la data avrebbe incluso i Falcon e Sundowner come apertura, e i riuniti American Steel.

## Membri della band
- Chris McCaughan - voce, chitarra
- Brendan Kelly - basso - voce
- Neil Hennessy - batteria

## Discografia

### Album in studio
- 1999 - A Guided Tour of Chicago
- 2000 - Ghost Stories
- 2002 - Apathy and Exhaustion
- 2003 - The Greatest Story Ever Told
- 2006 - Oh! Calcutta!
- 2014 - Metropole

### EP & 7"
- 2000 - Shady View Terrace / The Lawrence Arms split EP
- 2001 - Present Day Memories
- 2002 - Fat Club 7"

## Videografia

### Video
- 1998 - An Evening of Extraordinary Circumstance
- 2002 - Porno and Snuff Films
- 2006 - The Devil's Takin' Names